# Tachinomyia variata
Tachinomyia variata är en tvåvingeart som beskrevs av Charles Howard Curran 1926. Tachinomyia variata ingår i släktet Tachinomyia och familjen parasitflugor. Inga underarter finns listade i Catalogue of Life.